# (21166) 1993 XH
1993 أكس إتش (ويعرف أيضًا باسم (21166) 1993 أكس إتش وفق تسمية الكوكب الصغير) (بالإنجليزية: 1993 XH)‏ هو كويكب ضمن حزام الكويكبات؛ وترتيبه 21166 من حيث الاكتشاف.
اكتُشف هذا الجُرم الفلكي بواسطة Tsutomu Seki ‏ في 6 ديسمبر 1993.

## وصلات خارجية
- (21166) 1993 XH في قاعدة بيانات مختبر الدفع النفاث لأجرام النظام الشمسي الصغيرة

- الاكتشاف · مخطط المدار ·  العناصر المدارية · المعلمات المادية

- (21166) 1993 XH على موقع ويكي سكاي: DSS2, SDSS, GALEX, IRAS, Hydrogen α, X-Ray, Astrophoto, Sky Map, Articles and images